# コルベア・レポー
コルベア・レポー（The Colbert Report、ザ・コルベア・レポート）は、米国の有名テレビ番組である。 コルベア・レポートとも。
ハリウッドスターらはもちろん、ヒラリー・クリントンも出演し、話題になった。　　
番組ホストのスティーブン・コルベアは、「ガチガチの保守派で、無知で傲慢でアホなことばかり言う政治コメンテーター、スティーブン・コルベア」というキャラクターを演じ、その人々を扱き下ろすという芸風で知られる。